# Compass Records
La Compass Records è un'etichetta discografica indipendente fondata nel 1995 dai musicisti Garry West e Alison Brown specializzata in musica folk, bluegrass, celtica, jazz e acustica.
Nel 2006, Compass ha acquistato i cataloghi Green Linnet e Xenophile, e nel 2008 l'etichetta ha acquistato la Mulligan Records. Red House Records, un'etichetta discografica folk e americana indipendente fondata nel 1983 a St. Paul, Minnesota, è stata acquistata dal Compass Records Group nel 2017.

## Artisti
Lista parziale
- Paul Brady
- Paul Carrack
- Beth Nielsen Chapman
- Jeff Coffin
- Fairport Convention
- Mike Farris
- Thea Gilmore
- Colin Hay
- Mairéad Ní Mhaonaigh
- John McCusker
- Shannon McNally
- Kate Rusby
- Sharon Shannon
- The Waifs
- Alicia Witt
- Victor Wooten